# Baie du Tonnerre
La baie du Tonnerre est une baie située à l'ouest de la Grande Terre des îles Kerguelen dans les Terres australes et antarctiques françaises (TAAF). Il s'agit d'une sous-division de la baie du Noroît ouvrant sur l'océan Indien.

## Géographie

### Situation
La baie du Tonnerre est un bras de la baie du Noroît, située sur la côte ouest de la Grande Terre au pied de la calotte glaciaire Cook. Encaissée entre les falaises rocheuses du mont de l'Alidade au nord (352 m), et de la presqu'île des Lacs au sud, elle se divise au niveau de l'Éperon de la Quarantaine (422 m) en l'anse des Glaçons allant vers le nord-est dans laquelle vêle encore dans la mer le dernier glacier des Kerguelen, le glacier Pasteur. En son fond, la baie du Tonnerre accueillait historiquement le vêlage du glacier Pierre Curie jusqu'aux années 1970, au moins ; le retrait important du front glaciaire de ce dernier (qui a quasiment disparu) a laissé place à une rivière s'écoulant dans la vallée et se jetant dans la baie.
Il s'agit d'une petite baie large de 1,3 km au maximum à son extrémité occidentale et de 110 m au minimum vers son fond, qui pénètre de 6,7 km dans les terres (8 km si l'anse des Glaçons est incluse) et s'étend sur environ 6,36 km2 de superficie totale (11,68 km2 avec l'anse).

### Toponymie
La baie est découverte et nommée historiquement par les phoquiers anglais et américains qui chassaient dans les Kerguelen et l'avaient nommée Thunder Harbour au XIXe siècle – en raison du bruit que font les fronts des glaciers en tombant dans la mer –, nom sous lequel elle figure sur la carte de John Nunn de 1850. Le nom est tout d'abord traduit en « Port-du-Tonnerre » par Edgar Aubert de la Rüe dans les années 1930 avant de reprendre son statut de baie par la suite.